# قمری زمینی خال‌زرین
قمری زمینی خال‌زرین (نام علمی: Metriopelia aymara) گونه‌ای از پرندگان خانواده کبوتران (Columbidae) است که در آرژانتین، بولیوی، شیلی و پرو یافت می‌شود.